# Saar Rogiers
Saar Rogiers (27 maart 2008) is een Vlaams actrice. Ze is vooral gekend voor haar hoofdrol als Lena in Zeevonk van Domien Huyghe, de film kwam uit in 2023 en kreeg de Ensor voor de Telenet Publiekprijs. Zelf won Rogiers ook de Prijs van Beste Actrice op het Turkse Bosporus Film Festival.

## Biografie
Rogiers studeert in het middelbaar Woordkunst Drama aan Kunsthumaniora Brugge.
In de zomer van 2023 stond ze samen met een schoolgenoot op de set van "how bad could it be", een videoclip van het Belgische indiepopduo Kids With Buns. Ze had hun muziek naar eigen zeggen leren kennen in 2021, tijdens de opnames van de film Zeevonk.

## Prijzen
- 2023: Bosphorus Film Festival: Beste Actrice, Zeevonk[5]